# Saint-Palais-du-Né
Saint-Palais-du-Né é uma comuna francesa na região administrativa da Nova Aquitânia, no departamento de Charente. Estende-se por uma área de 13,6 km². Em 2010 a comuna tinha 301 habitantes (densidade: 22,1 hab./km²).